# М'ясник з Оклахома-Сіті
М'ясник з Оклахома-Сіті (англ. Oklahoma City Butcher) - невідомий серійний убивця, який убив трьох жінок між 1976 і 1986 роками в Оклахома-Сіті. Вбивця вбивав, розчленовував і нівечив тіла молодих бездомних корінних американських жінок.

## Жертви

### Кеті Лін Шакелфорд
Першою відомою жертвою стала Кеті Лін Шакелфорд, член племені Сак і Фокс. Вона втекла у віці 17 років і жвела жебрацький стиль життя в Оклахома-Сіті. Востаннє її бачили живою за два місяці до смерті, коли вона перебувала на лікуванні в міській лікарні. Її останки були знайдені в покинутому будинку трьома нафтовиками 1 квітня 1976 року, які викликали поліцію після того, як знайшли її голову у відрі з-під попкорну. Пізніше ноги, руки і тулуб жертви були знайдені розкиданими по всьому будинку. Її геніталії були видалені і не знайдені. Злочинець також понівечив обличчя Шакелфорд, вирізавши на ньому посмішку.
Вона залишалася неопізнаною до 1993 року, коли її двоюрідна сестра, Андра Медіна, заявила про її зникнення в поліцію. Вона зв'язалася з сержантом Нормою Адамс, яка зв'язала зниклу Кеті Лін Шакелфорд з невідомою жінкою. Пізніше було підтверджено, що це одна і та ж людина після проведення ДНК-тесту. 

### Арлі Белл Кілліан
19 квітня 1979 року діти, які грали в баскетбол у парку, знайшли людську голову. Протягом наступних кількох днів поліція знайшла більше її останків, розкиданих по всьому району. Деякі частини тіла були загорнуті в пакети та газети. На частинах тіла була відсутня кров, оскільки вбивця вимив їх перед тим, як позбутися від них. Були знайдені її ліва рука, таз, голова, взуття та інші частини її плоті.
Через тиждень її ідентифікували як 22-річну Арлі Белл Кілліан. Кілліан стала безпритульною через зловживання алкоголем та наркотиками, спричинене побиттям та зґвалтуванням її батьком, коли їй було 16 років. Востаннє її бачили всього за чотири години до того, як її голову знайшли в парку. 
Протягом наступних двох місяців поліція знайшла ще більше частин тіл. Дехто припускає, що вбивця грав у гру, викидаючи частини тіла жінки, щоб погратися з поліцією.

### Тіна Марсія Сандерс
Останньою жертвою стала 22-річна Тіна Марсія Сандерс, бездомна корінна американка. Її тулуб і ліву ногу знайшов у провулку чоловік, який прогулювався на своєму задньому дворі 6 березня 1986 року. Її обпалену голову, знайшли всього за квартал від тіла у сміттєвому баку наступного тижня. Її швидко ідентифікували через татуювання. Востаннє її бачили за день до смерті. 

## Оголошення про серійного вбивцю
Через кілька тижнів після виявлення Тіни Сандерс поліція пов'язала її вбивство з двома попередніми вбивствами. Поліція вважає, що всі жертви були вбиті одним злочинцем. Всі вони були вбиті, розчленовані та понівечені у схожий спосіб; перші двоє мали унікальні порізи на нижній губі, і всі були обезголовлені, а їхні статеві органи були видалені, але так і не були знайдені. Крім того, всі жертви були молодими, бездомними корінними американськими жінками. 

## Підозрюваний
Генрі Лі Лукас був бродягою та американським серійним вбивцею, який зізнався у сотнях нерозкритих вбивств. Одним з таких вбивств було вбивство Арлі Белли Кілліан. Однак цілком можливо, що Генрі Лі Лукас не вбивав їх, оскільки він неправдиво зізнався у вбивстві сотень жінок. 